# أرنولد رامبرزاد
أرنولد رامبرزاد (بالإنجليزية: Arnold Rampersad) (من مواليد 13 نوفمبر 1941) هو كاتب سيرة وناقد أدبي، وُلد في ترينيداد وتوباغو وانتقل إلى الولايات المتحدة في عام 1965. كان المجلد الأول (1986) لحياة لانغستون هيوز هو صاحب الدور الرئيسي في حصوله على جائزة بوليتزر، كما كانت صاحب الدور الرئيسي لجائزة الكتاب الوطني لعام 2007.
عمل أرنولد أيضًا كأكاديمي كأستاذ لللغة الإنجليزية وأستاذ في العلوم الإنسانية بجامعة ستانفورد. وشغل منصب عميد مشارك للإنسانيات من يناير 2004 إلى أغسطس 2006.
كان البروفيسور رامبيرزاد عضوًا في قسم ستانفورد للغة الإنجليزية من عام 1974 إلى عام 1983، قبل قبوله منصبًا في جامعة روتجرز. ومنذ ذلك الحين قام بالتدريس هناك في جامعة كولومبيا وجامعة برنستون قبل عودته إلى ستانفورد في عام 1998.
تخرج رامبريزاد من جامعة بولينغ غرين ستيت بدرجة البكالوريوس ودرجة الماجستير باللغة الإنجليزية (1967 و1968). حصل على درجة الدكتوراه في عام 1973 من جامعة هارفارد، بسبب أطروحته التي نشرت لاحقًا في سيرة الفكرية الفن والخيال.
يغطي تدريس رامبرزاد مجالات مثل الأدب الأمريكي في القرنين التاسع عشر والعشرين؛ أدب الجنوب الأمريكي؛ وأدب الأمريكيون الأفارقة؛ والعرق والأدب الأمريكي. ونهضة هارلم. وحصل من عام 1991 إلى عام 1996 على زمالة مكارثر، وعضوية الأكاديمية الأمريكية للفنون والعلوم والجمعية الفلسفية الأمريكية. وفي عام 2007، وكانت سيرته الذاتية لرالف إليسون (1914-1994)، الذي عمل عليه لمدة ثماني سنوات، صاحب الدور الرئيسي لجائزة الكتاب الوطني. كما حصل في عام 2010 على الميدالية الوطنية للعلوم الإنسانية، وحصل في عام 2012 على جائزة BIO من منظمة كتاب السيرة الذاتية الدولية. وفاز في عام 2012 أيضًا بجائزة إنجازات مدى الحياة من جوائز أنيسفيلد وولف للكتاب.
أرنولد هو الأخ غير الشقيق لروجر توسان، رئيس اتحاد عمال النقل المحلي 100 (من مواليد 13 نوفمبر 1941).

## مؤلفاته
- فن وتخيل دو بويز (هارفارد، 1976؛ طبع مع مقدمة جديدة، 1990)
- حياة لانجستون هيوز( مجلدان، 1986 و1988)
- أيام النعمة: ( في ذكرى نوبف,1993)، شارك في تأليفه مع آرثر آش
- جاكي روبنسون: سيرة ذاتية (كنوبف، 1997)
- رالف إليسون (رالف إيلسون): سيرة ذاتية (كنوبف، 2007)

قام أرنولد بالإضافة إلى ذلك بتحرير العديد من المجلدات بما في ذلك ما يلي:
- قصائد جمعها لانغستون هيوز،
- من أعمال ريتشارد رايت، بما في ذلك الطبعات الفردية المنقحة من الابن الاصلي والولد الأسود
- العبودية والخيال الأدبي (كمؤلف مشارك)
- العرق والثقافة الأمريكية (محرر مشارك مع شيلي فيشر فيشكين) - من سلسلة الكتب التي نشرتها دار نشر جامعة أكسفورد

## وصلات خارجية
- Contacting Arnold Rampersad by email+
- Rampersad مرات الظهور على سي-سبان

- الشعر للشباب: لانغستون هيوز (محرر مشارك مع ديفيد رويسيل) (شركة ستيرلنغ للنشر، 2006)